# Джуди, Джерри
Джерри Даварус Джуди (англ. Jerry Davarus Jeudy, 24 апреля 1999, Дирфилд-Бич, Флорида) — профессиональный футболист, выступающий на позиции уайд ресивера в клубе НФЛ «Денвер Бронкос». Победитель студенческого национального чемпионата 2017 года в составе команды Алабамского университета. Обладатель Фред Билетникофф Эворд, приза лучшему принимающему студенческого футбола по итогам сезона 2018 года. На драфте НФЛ 2020 года был выбран в первом раунде под общим пятнадцатым номером.

## Биография
Джерри Джуди родился 24 апреля 1999 года в городе Дирфилд-Бич во Флориде. Его родители развелись когда он был ребёнком, Джерри рос с матерью Мари, уроженкой Гаити, и старшей сестрой Дианой. Младшая сестра Алия родилась недоношеной и умерла в младенчестве от трисомии 18. После окончания школы Джуди входил в тройку лучших молодых ресиверов страны по оценкам сайтов ESPN, Rivals и Scout. Он получил предложения спортивной стипендии от шести футбольных программ I дивизиона NCAA, сделав выбор в пользу Алабамского университета.

### Любительская карьера
В турнире NCAA Джуди дебютировал в сезоне 2017 года. Он сыграл во всех четырнадцати матчах команды, в том числе победном финале плей-офф против «Джорджии», набрав 264 ярда с двумя тачдаунами. Со второго сезона он стал одним из ключевых игроков нападения Алабамы. В пятнадцати матчах сезона 2018 года Джуди набрал 1 315 ярдов с 14 тачдаунами. По итогам года он стал обладателем Фред Билетникофф Эворд как лучший принимающий студенческого футбола. В 2019 году он принял участие в тринадцати играх, набрав 1 163 ярда с десятью тачдаунами. За три сезона выступлений в составе «Алабамы» Джуди сделал 26 тачдаунов на приёме и на момент окончания карьеры в колледже занимал второе место в истории программы по этому показателю, уступая только Амари Куперу.

#### Статистика выступлений в NCAA
| Сезон | Команда              | Игры | Приём | Приём | Приём | Приём | Вынос | Вынос | Вынос | Вынос |
| Сезон | Команда              | Игры | Rec   | Yds   | Y/A   | TD    | Att   | Yds   | Y/A   | TD    |
| ----- | -------------------- | ---- | ----- | ----- | ----- | ----- | ----- | ----- | ----- | ----- |
| 2017  | Алабама Кримсон Тайд | 14   | 14    | 264   | 18,9  | 2     | 0     | 0     | 0,0   | 0     |
| 2018  | Алабама Кримсон Тайд | 15   | 68    | 1 315 | 19,3  | 14    | 0     | 0     | 0,0   | 0     |
| 2019  | Алабама Кримсон Тайд | 13   | 77    | 1 163 | 15,1  | 10    | 1     | 1     | 1,0   | 0     |
| Всего | Всего                | 42   | 159   | 2 742 | 17,2  | 26    | 1     | 1     | 1,0   | 0     |

### Профессиональная карьера
Перед драфтом НФЛ 2020 года аналитик сайта CBS Sports Дэйв Ричард ставил Джуди на первое место среди всех принимающих, отмечая его работу на маршрутах и хороший набор ярдов после приёма. В то же время он указывал на относительно большое количество ошибок при ловле мяча. Мэтт Миллер из Bleacher Report выделял подвижность Джуди и его скорость, говоря, что тот сразу же сможет стать одним из лучших принимающих в НФЛ.
На драфте Джуди был выбран «Денвером» в первом раунде под общим пятнадцатым номером. В июле он подписал четырёхлетний контракт новичка, предусматривающий возможность продления ещё на один сезон по инициативе клуба. Сумма соглашения составила около 15,2 млн долларов. Ожидалось, что новичок станет вторым принимающим команды после Кортленда Саттона. В регулярном чемпионате 2020 года он сыграл во всех шестнадцати матчах «Бронкос», сделав 52 приёма мяча на 856 ярдов с тремя тачдаунами. По количеству набранных ярдов Джуди занял пятое место среди дебютантов лиги, однако он поймал всего 47,3 % адресованных ему передач, став худшим новичком сезона по этому показателю. Допустив двенадцать ошибок при ловле мяча, он стал одним из худших ресиверов НФЛ в целом.

#### Статистика выступлений в НФЛ

##### Регулярный чемпионат
| Сезон | Команда        | Игры | Приём | Приём | Приём | Приём | Вынос | Вынос | Вынос | Вынос |
| Сезон | Команда        | Игры | Rec   | Yds   | Y/A   | TD    | Att   | Yds   | Y/A   | TD    |
| ----- | -------------- | ---- | ----- | ----- | ----- | ----- | ----- | ----- | ----- | ----- |
| 2020  | Денвер Бронкос | 16   | 52    | 856   | 16,5  | 3     | 0     | 0     | 0,0   | 0     |
| Всего | Всего          | 16   | 52    | 856   | 16,5  | 3     | 0     | 0     | 0,0   | 0     |